# No Breathing
《No Breathing》（韓語：노브레싱），2013年上映的韓國青春運動電影，由徐仁國、李鍾碩和權俞利主演，以韓國游泳選手朴泰桓為原型創作而成。
「No Breathing」是游泳專業術語，意指“屏住呼吸後游泳”，以游泳競技為背景，融合夢想、友情、親情等元素，展示為了更好的未來，暫時放慢奮鬥腳步的年輕人的熱情以及執著。
由《朝韓夢之隊》、《帕帕羅蒂》等電影的編劇劉英雅創作，曾打造《七級公務員》、《Chaw》等影片的製作社SUJAK擔任製片工作。

## 劇情
趙元日（徐仁國飾演）曾經是前途光明的游泳冠軍，可是父親在最後一次職業泳賽當中，因為使用獨門「屏息游法」而意外身亡，母親也因為過度傷心相繼死去，父母雙亡讓元日大受打擊，也讓他放棄游泳，過著胸無大志的日子。
父親的好友在錫（朴哲民飾演）看不下去，於是鼓勵他進入體育學校，並加入游泳隊繼續游水天賦。在游泳隊裡，他遇見兒時的競爭對手鄭佑相（李鍾碩飾演），因為衝動闖禍，被國家游泳隊除名，必須在體育學校重新參加選拔，才有機會奪回國家代表資格。
其實也因為元日放棄游泳，才使佑相有機會取代位置，成為國家游泳隊的明日之星。因此元日的回歸，讓佑相備感威脅，尤其兩人還同時愛上在錫的女兒靜恩（權俞利飾演），更讓兩人燃起競爭的熊熊烈火...。國家代表選拔即將到來，這兩個勢均力敵的男人，也即將展開愛情、友情之間的對決...。

## 演員陣容
| 演員                | 角色   | 簡介 | TVB粵語配音         |
| 徐仁國 童年：俞承勇 | 赵元日 | 曾放棄游泳的游泳天才，為重現輝煌而展示青春的鬥志與霸氣，喜歡尹靜恩，從鄭佑相開始追求靜恩的時候，才發現自己愛上靜恩了，本來到菲律賓比賽時，買了一條手鍊要送靜恩，但看到鄭佑相送給靜恩的禮物比自己好，就沒有拿給他，後來被靜恩發現那條手鍊，還看到了寫給靜恩的信。 | 關令翹 童年：曾佩儀 |
| 李鍾碩 童年：南多凜 | 郑佑相 | 自尊心強、帥氣的國家代表，孤獨的泳壇新星，喜歡尹靜恩，也是小時候的初戀，後來長大後開始追求靜恩。 | 曹啟謙 童年：沈小蘭 |
| 權俞利 童年：金寶敏 | 尹静恩 | 夢想成為音樂家，美麗兼具歌唱實力的女孩，與元日、佑相是從小要好的朋友，喜歡趙元日，拒絕鄭佑相的追求，後來發現在趙元日的房間發現要送給自己的手鍊，也看到趙元日寫給自己的卡片，得知趙元日喜歡自己，後來如願成為歌手。                                               | 何璐怡              |
| 朴哲民              | 尹在錫 | 静恩的父親，趙元日爸爸的好友，對元日非常好，把他當成親生兒子對待。 | 葉振聲              |
| 朴正哲              | 張教練 | 對游泳部学生温暖親切的教練 | 陳欣                |
| 申敏哲              | 李正東 | 游泳部選手，元日的好友 | 鍾見麟              |
| 趙雅英              | 世 美  | 静恩的朋友。 | 陳皓宜              |
| 吳仁惠              |        | 體高女教練。 |                     |
| 朴容植              |        | 游泳協會會長 | 朱子聰              |
| 金正學              |        | 韓記者 | 蕭徽勇              |

## 插曲
| 歌名            | 歌手             |
| Bling Star      | Yuri（少女時代） |
| Twinkle Twinkle | Yuri（少女時代） |

## 外部連結
- 互联网电影数据库（IMDb）上《速水花美男》的资料（英文）